# Linia kolejowa nr 886
Linia kolejowa nr 886 – jednotorowa, zelektryfikowana linia kolejowa znaczenia miejscowego, łącząca stację Dwory z bocznicą szlakową Dwory Zakłady Chemiczne.
Linia umożliwia eksploatację Zakładów Chemicznych w Monowicach przez pociągi towarowe jadące bezpośrednio z kierunku Oświęcimia, a z postojem na Dworach ze strony Skawiny.